# Liste der Monuments historiques in Chives
Die Liste der Monuments historiques in Chives führt die Monuments historiques in der französischen Gemeinde Chives auf.

## Liste der Objekte
Zum Verständnis siehe: Kirchenausstattung
| Bezeichnung                | Beschreibung                  | Standort                       | Kennzeichnung | Schutzstatus | Datum | Bild |
| -------------------------- | ----------------------------- | ------------------------------ | ------------- | ------------ | ----- | ---- |
| Weihwasserbecken           | Stein, 18. Jahrhundert        | in der Kirche St-Julien (Lage) | PM17001370    | Inscrit      | 1984  |      |
| Skulptur Christus am Kreuz | Holz, bemalt, 18. Jahrhundert | in der Kirche St-Julien (Lage) | PM17000636    | Classé       | 1994  |      |
| Trauerband                 | 18. Jahrhundert               | in der Kirche St-Julien (Lage) | PM17001368    | Inscrit      | 1984  |      |
| Hauptaltar mit Tabernakel  | Holz, bemalt, 18. Jahrhundert | in der Kirche St-Julien (Lage) | PM17001369    | Inscrit      | 1984  |      |